# 千里馬
千里馬指可以日行千里的駿馬。在中國古籍中，曾多次提及千里馬，如「宁昂昂若千里之驹乎？」（《楚辭·卜居》）；「缪王日驰千里马，攻徐偃王大破之。」（《史记·赵世家》）。相傳伯樂能相千里馬，「世有伯樂，然後有千里馬」（韓愈）。
有研究指出古時的度量衡單位與現今差別甚大。古時一里約等如目前600公尺，故「日行千里」只是一天走600公里左右，並非不可能的事。